# Казу-Кая

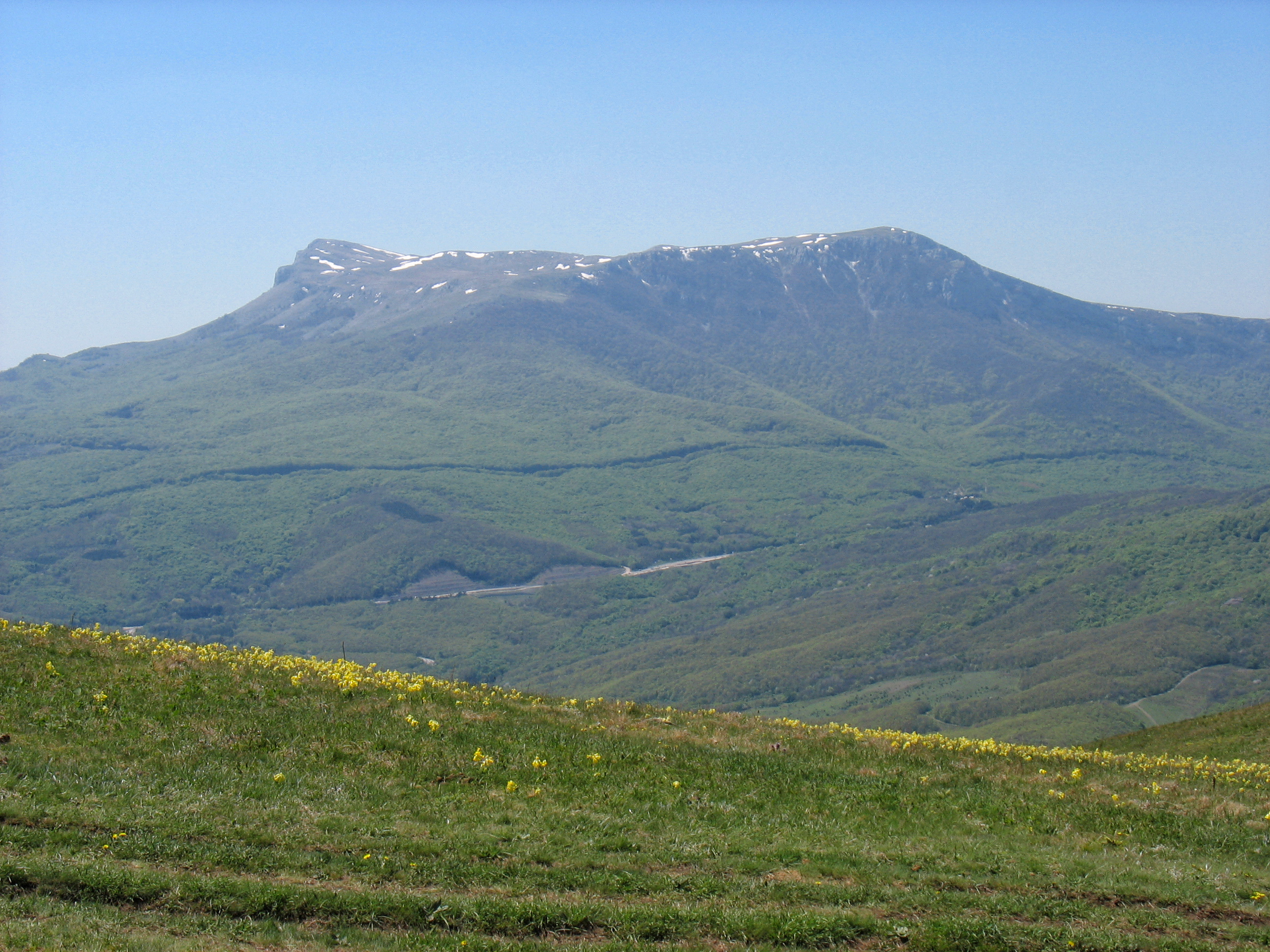
Південні схили Чатирдагу. Вид на г. Казу-Кая.

Казу-Кая — гора в Криму, у складі гірського масиву Чатир-Даг. Розташована на південній околиці Чатирдагу. Висота гори 1108 м. Вершина гори скеляста, західний, східний і південний схил вкриті лісом.